# تاج‌وتخت بریتانیا
تاج‌وتخت (انگلیسی: The Crown) عبارتی است که برای اشاره به دولت در همهٔ مباحت حقوقی در قلمروی مشترک‌المنافع و زیرمجموعه‌های آن (از جمله وابسته‌ها، استان‌ها، و دولت‌ها) به کار می‌رود. این عبارت همچنین ممکن است برای اشاره به شخص پادشاه یا ملکه نیز به کار رود.
تاج‌وتخت بریتانیا نماد حقوقی سه قوهٔ اجرایی، مقننه، و قضائیهٔ در دولت هر یک از پادشاهی‌ها است. این پادشاهی‌ها تحت اتحاد شخصی پادشاه یا ملکه متحد شده‌اند ولی هر کدام آن‌ها کشوری مستقل است.